# Восточный (Северский район)
Восточный — хутор в Северском районе Краснодарского края России.
Входит в состав Афипского городского поселения.

## География
В 2,8 км северней проходит автодорога А146, с юга протекает река Шебш. Ближайшие населённые пункты: станица Новодмитриевская и хутор Водокачка.

### Улицы
- ул. Горького,
- ул. Грибоедова,
- ул. Некрасова,
- ул. Толстого,
- ул. Шолохова.

## Инфраструктура
Хутор газифицирован.

## Население
| 2002 | 2010 |
| ---- | ---- |
| 363  | ↘271 |